# Othreis phalonia
Othreis phalonia är en fjärilsart som beskrevs av Carl von Linné 1763. Othreis phalonia ingår i släktet Othreis och familjen nattflyn. Inga underarter finns listade i Catalogue of Life.